# Christian Gottlieb Reichard

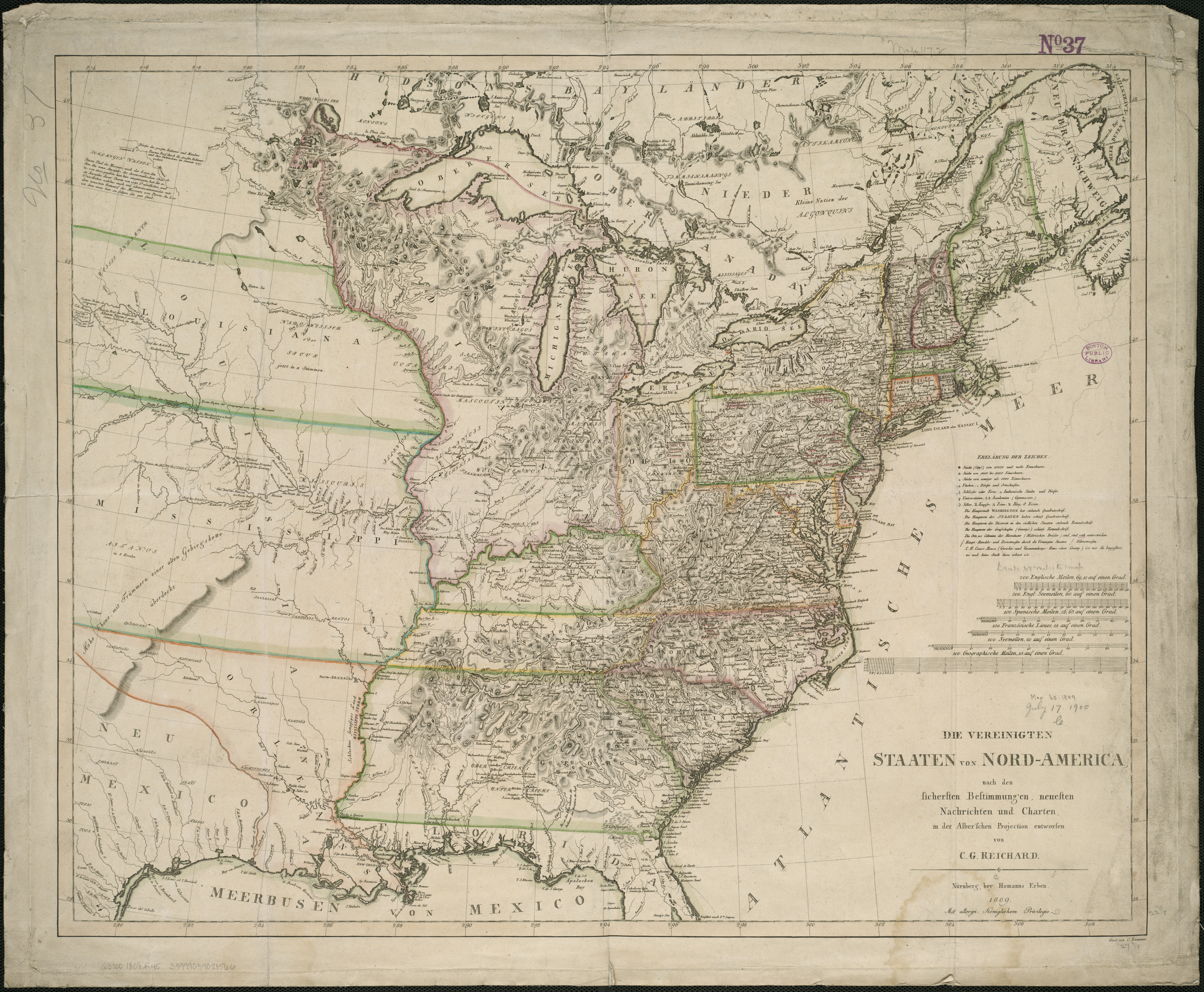
Karta över USA från 1809, utarbetad av Reichard.

Christian Gottlieb Reichard, född 26 juni 1758 i Schleiz, Thüringen, död 11 september 1837 i Bad Lobenstein i Thüringen, var en tysk kartograf.
Reichard samarbetade med Adolf Stieler på dennes "Handatlas", vars första upplaga utkom 1817-1823 i 75 blad, och utarbetade bland annat även en världskarta i Mercators projektion i fyra blad.